# She's Gotta Have It
She's Gotta Have It es una película estadounidense en blanco y negro de 1986 escrita, producida, editada y dirigida por Spike Lee. Ópera prima del cineasta y filmada con un presupuesto reducido, obtuvo críticas positivas y se encargó de lanzar la carrera de Lee.
La película fue protagonizada por Tracy Camilla Johns, Tommy Redmond Hicks, John Canada Terrell y el propio Lee en el papel de Mars Blackmon. En 2017 fue estrenada una serie en Netflix siguiendo la trama de la película. En 2019, fue considerada «cultural, histórica y estéticamente significativa» por la Biblioteca del Congreso de Estados Unidos y seleccionada para su preservación en el National Film Registry.

## Sinopsis
Nola Darling es una joven atractiva nacida en Brooklyn con tres pretendientes bien definidos: el educado y bienintencionado Jamie Overstreet; el obsesivo modelo Greer Childs y el inmaduro Mars Blackmon. Nola se siente atraída por lo mejor de cada uno de ellos, pero se niega a comprometerse con alguno, prefiriendo en cambio su libertad personal, mientras que cada hombre la quiere para sí mismo.

## Reparto
| Actor               | Personaje         |
| ------------------- | ----------------- |
| Tracy Camilla Johns | Nola Darling      |
| Tommy Redmond Hicks | Jamie Overstreet  |
| John Canada Terrell | Greer Childs      |
| Spike Lee           | Mars Blackmon     |
| Raye Dowell         | Opal Gilstrap     |
| Joie Lee            | Clorinda Bradford |
| Dennis Karika       | The Trainer       |
| S. Epatha Merkerson | Dra. Jamison      |
| Bill Lee            | Sonny Darling     |